# Fallet O'Hara
Fallet O'Hara är en amerikansk film från 1951 i regi av John Sturges. Den är en filmatisering av Eleazar Lipskys roman The People Against O'Hara. Filmens huvudroll som alkoholiserad advokat spelas av Spencer Tracy.

## Rollista
- Spencer Tracy - James P. Curtayne
- Pat O'Brien - Vincent Ricks
- Diana Lynn - Virginia Curtayne
- John Hodiak - Louis Barra
- Eduardo Ciannelli - Sol 'Knuckles' Lanzetta
- James Arness - John O'Hara
- Yvette Duguay - Katrina Lanzetta
- Jay C. Flippen - Sven Norson
- William Campbell - Frank
- Richard Anderson - Jeff Chapman
- Henry O'Neill - Keating, domare
- Arthur Shields - Mr. O'Hara
- Louise Lorimer - Mrs. O'Hara
- Ann Doran - Betty Clark
- Regis Toomey - Fred Colton
- Katherine Warren - Mrs. Sheffield
- Charles Bronson - Angelo (ej krediterad)